# Clearing Customs
Clearing Customs je studiové album britského hudebníka Freda Frithe, vydané v únoru 2011. Nahrávání alba probíhalo ve dnech 29. listopadu 2007 v Baden-Baden a 1. prosince téhož roku v Saarbrücken.

## Seznam skladeb
| Pořadí | Název            | Autor | Délka |
| ------ | ---------------- | ----- | ----- |
| 1.     | Clearing Customs | Frith | 67:50 |

## Sestava
- Fred Frith – kytara, další nástroje
- Wu Fei – guženg[5]
- Anantha Krishnan – mridanga, tabla[6]
- Marque Gilmore – bicí, elektronika
- Tilman Müller – trubka
- Patrice Scanlon – elektronika
- Daniela Cattivelli – elektronika